# 欽ちゃんの週刊欽曜日
『欽ちゃんの週刊欽曜日』（きんちゃんのしゅうかんきんようび）は、1982年10月8日から1985年9月27日までの3年間に渡ってTBS系列局で毎週金曜日21:00 - 21:54 (JST) に放送された公開バラエティ番組。番組タイトルは、正確には「欽」が〇で囲まれている。
この番組のテーマ音楽は、後にレイモン・ルフェーブルによって「Jump With Kinchan」として取り上げられ、実際にオープニングにも使用された（作曲は土持城夫）。

## 概要
番組開始当初は、番組タイトルにもあるように各コーナーを週刊誌の連載漫画に見立てて進行していた。
- ミュージカル・コメディー ザ・ちなみショー
  - 萩本欽一・風見慎吾・佐藤B作が燕尾服にシルクハットの出で立ちでBGMに合わせて登場し、萩本がうんちくを述べる→風見がその補足をする→B作が「ちなみに私」のフレーズでオチをつける。その後はそれに関するトークを繰り広げる。これを3回ほど行う。B作が草野球の試合で右足のアキレス腱を断裂し、本番組を休演した際は、小西博之がB作の役回りを担当した。B作のここでの役名は、当初は「ちなみクン」だったが、その後「B作クン」に改められている。『カックラキン大放送!!』で類似のコーナーが存在したこともある。
- 男と女のポエム
  - 毎回あるテーマに沿ってカップルの設定でレギュラー陣がコントを繰り広げる。最後は決まって小西と清水由貴子のペアで、清水が「一緒に歌でも歌わない?」と言うと、小西の「歌?」の一言とともに何処かしこからマイクロフォンが登場し、2人で歌を歌うのが定番であった。このコーナーで歌われた「銀座の雨の物語」は、シングルレコードとしてリリースされた。
- 欽ちゃんバンド
  - 当初は「連続家出漫画・善三が行く」として、清水善三が何かにつけて家出を試みようとするという構成だったが、数回の放送の後、設定が「バンドをやめたい」というものに変わり、その際のコント終了後の演奏が、専門教育を受けていないにもかかわらずきちんと整った演奏で完奏したことから好評を呼び、コミックバンド路線の「欽ちゃんバンド」としてメインのコーナーに育っていく。
  - メインコーナー後の概要は以下の通り。
    - 演奏前にコミックバンドの設定でコントを行い、その後本格的な演奏を行う。ツカミは、佐藤B作の「キ〜ンちゃんバぁンド、OKぃ?」。
    - 演奏曲はポップス・演歌・民謡など多岐に渡り2週同じ曲を演奏する。
    - 後半はゲストを招いてトークを繰り広げたのち、ゲストも参加して同じ曲を演奏する。演奏の失敗もカットせず、ハプニングとしてそのまま放送することが多かった。
    - 演奏の途中で清水由貴子がミスをすると、B作が厳しく叱責する。それを見かねて善三が由貴子を庇う。それを見てB作が客席に向かい、蟹股になって両手の人差し指を頭の上で交差させ（×の字を作り）ながら「善三と由貴子は、アぁチチだぁ〜!」と叫ぶ。それを客席にも言わせる。由貴子は、後のトーク番組で[どこ?][いつ?]「善三さんと付き合っているんでしょ?」と巷で盛んに聞かれて困惑したと語っている。

後年は上記コーナーを一切取りやめ、毎回1話完結の舞台演劇のみで進行した時期を経て、1985年4月以降は中村ブン等の数人の新メンバーを加えて、欽ちゃんバンドのコーナーを復活させた番組構成で放送された。
2000年代には、CS放送のTBSチャンネルにて再放送が行われた。

## 出演者
（ ）内の記述は、欽ちゃんバンドでの担当楽器。
- 萩本欽一（マリンバ）
- 佐藤B作（バルブトロンボーン）
- 清水善三（エレキギター）
- 清水由貴子（エレクトリックピアノ）
- 小西博之（ドラムス）
- 風見慎吾（現・風見しんご）（ベースギター）
- 中原理恵[1]
- 天園翔子[2]
- 高橋等（現・たかはし等）
- 鳥居かほり
- 天久美智子（現・あめくみちこ）
- 乃生佳之
- 仁科邦男
- 中村ブン
- 堀敏彦[3]
- 八木瑞生
- 山口由佳乃（現・鈴木釉佳之）
- 松野芳子

## スタッフ
- 制作：西村邦房
- 作・構成：大岩賞介、詩村博史、永井準、鈴木しゅんじ ／ 岩城未知男 ／ 鶴間政行、大倉利晴、益子一男／ 秋房子
- 音楽・演奏指導：土持城夫
- ディレクター：増井昭太郎、岩原貞雄
- プロデューサー：長谷部務
- 協力：浅井企画、東通、えとせとらレコード、イエローポップ
- 製作著作：TBS

## 備考
- 番組内で以下の曲が歌われリリースされた。
  - 風見慎吾
    - 「僕笑っちゃいます」（作詞：欽ちゃんバンド＋森雪之丞、作曲：吉田拓郎） ※この曲で日本有線大賞最優秀新人賞受賞
    - 「泣いちっち マイ・ハート」（作詞：森雪之丞、作曲：後藤次利）
    - 「涙のtake a chance」（作詞：荒木とよひさ、作曲：福島邦子）
    - 「そこの彼女」（作詞：荒木とよひさ、作曲：三木たかし）
    - 「悲しきStand-in Boy」（作詞：森雪之丞、作曲：後藤次利）

  - 小西博之・清水由貴子
    - 「銀座の雨の物語」（作詞：阿久悠、作曲：南こうせつ）
      - B面（ジャケットには「佐藤のB面です。」と記載）は、同一曲を佐藤B作・天園翔子が歌唱したライブ版。

- 「欽ちゃんバンド」をメインとして本番組をモチーフとした盤ゲームもエポック社から発売された。

## 放送局
※系列は放送当時のもの。
| 放送対象地域   | 放送局         | 系列                   | ネット形態             | 備考                                                           |
| -------------- | -------------- | ---------------------- | ---------------------- | -------------------------------------------------------------- |
| 関東広域圏     | 東京放送       | TBS系列                | 制作局                 | 現：TBSテレビ                                                  |
| 北海道         | 北海道放送     | TBS系列                | 同時ネット             | [ 4 ]                                                          |
| 青森県         | 青森テレビ     | TBS系列                | 同時ネット             | [ 5 ]                                                          |
| 岩手県         | 岩手放送       | TBS系列                | 同時ネット             | 現：IBC岩手放送                                                |
| 宮城県         | 東北放送       | TBS系列                | 同時ネット             | [ 6 ]                                                          |
| 秋田県         | 秋田放送       | 日本テレビ系列         | 遅れネット             | [ 7 ]                                                          |
| 福島県         | 福島テレビ     | フジテレビ系列         | 同時ネット →遅れネット | 1983年9月29日打ち切り 1983年3月まではTBS系列とのクロスネット局 |
| 福島県         | テレビユー福島 | TBS系列                | 同時ネット             | 開局後の1983年12月9日から                                      |
| 山梨県         | テレビ山梨     | TBS系列                | 同時ネット             | [ 9 ]                                                          |
| 新潟県         | 新潟放送       | TBS系列                | 同時ネット             | [ 10 ]                                                         |
| 長野県         | 信越放送       | TBS系列                | 同時ネット             | [ 11 ]                                                         |
| 静岡県         | 静岡放送       | TBS系列                | 同時ネット             | [ 9 ]                                                          |
| 富山県         | 北日本放送     | 日本テレビ系列         | 遅れネット             | [ 12 ]                                                         |
| 石川県         | 北陸放送       | TBS系列                | 同時ネット             | [ 13 ]                                                         |
| 福井県         | 福井放送       | 日本テレビ系列         | 遅れネット             | 1983年4月9日打ち切り                                           |
| 中京広域圏     | 中部日本放送   | TBS系列                | 同時ネット             | 現：CBCテレビ                                                  |
| 近畿広域圏     | 毎日放送       | TBS系列                | 同時ネット             | [ 16 ]                                                         |
| 鳥取県・島根県 | 山陰放送       | TBS系列                | 同時ネット             | [ 17 ]                                                         |
| 岡山県・香川県 | 山陽放送       | TBS系列                | 同時ネット             | 現：RSK山陽放送                                                |
| 広島県         | 中国放送       | TBS系列                | 同時ネット             | [ 18 ]                                                         |
| 山口県         | テレビ山口     | TBS系列 フジテレビ系列 | 同時ネット             | [ 19 ]                                                         |
| 高知県         | テレビ高知     | TBS系列                | 同時ネット             | [ 19 ]                                                         |
| 福岡県         | RKB毎日放送    | TBS系列                | 同時ネット             | [ 20 ]                                                         |
| 長崎県         | 長崎放送       | TBS系列                | 同時ネット             | [ 20 ]                                                         |
| 熊本県         | 熊本放送       | TBS系列                | 同時ネット             | [ 20 ]                                                         |
| 大分県         | 大分放送       | TBS系列                | 同時ネット             | [ 19 ]                                                         |
| 宮崎県         | 宮崎放送       | TBS系列                | 同時ネット             | [ 21 ]                                                         |
| 鹿児島県       | 南日本放送     | TBS系列                | 同時ネット             | [ 21 ]                                                         |
| 沖縄県         | 琉球放送       | TBS系列                | 同時ネット             | [ 22 ]                                                         |

### ネット局に関する備考
- 福島県では、福島テレビにおいて1983年3月25日まで同時ネットで放送されていたが、1983年4月1日にフジテレビ系列へネットチェンジ（JNN脱退・FNN加盟）したのに伴い、同年4月から9月までは同年3月まで『木曜座』を同時ネットで放送していた枠であり、『ザ・ベストテン』の直後枠である木曜22:00 - 22:54へ変更された[23]。福島県では1983年10月 - 11月は未放送となったが、同年12月にテレビユー福島が開局した事に伴い、2か月ぶりにネットを再開している。
- 秋田放送は、当初は月曜22:00 - 22:54に放送されていたが、後に『世界まるごとHOWマッチ』の直前枠となった土曜16:00 - 16:54に放送時間が変更された。
- 北日本放送は、月曜22:00 - 22:54に放送していた。
- 福井放送は、土曜23:00 - 23:55に放送されていたが、1983年4月に打ち切りとなった。